# ILA 9200
El ILA 9200 es un microprocesador didáctico, cerebro del robot pianista Don Cuco El Guapo, el cual es solo una de sus muchas aplicaciones posibles, tiene un total de diez millones de transistores en una superficie de 150 mm, lo que significa que en un área de 3 x 50 mm están integrados cerca de un cuarto de millón de transistores.
En 1985 se inicia el programa de Cooperación Iberoamericana de Ciencia y Tecnología para Países de Desarrollo, denominado CYTED-D V Centenario, con el objetivo de que España financiara la movilidad de los investigadores por toda Iberoamérica y pudieran interaccionar activamente en cada una de sus disciplinas para trabajar en armonía y coordinación en el desarrollo de sus investigaciones y proyectos científicos con mayor éxito.
En el año de 1990 Inicia el proyecto de Diseño y Construcción de un Microprocesador "ILA 9200" se deriva de un Subprograma de Microelectrónica del CYTED-D y es un proyecto conjunto coordinado entre Argentina, Brasil, Colombia, España y México.
ILA se refiere a que los países participantes son íbero latinoamericanos, 92 porque el microprocesador debía estar listo para su aplicación en 1992, y por ser la primera versión se inició la cuenta con el 00.
En el diseño, desarrollo y fabricación del microprocesador se distribuyeron cada una de las tareas, encargándose Colombia y Argentina de la unidad de Comunicación; España se hizo cargo de la unidad de control, y México realizó la unidad Operativa.
En el Departamento de Microelectrónica del ICUAP Instituto de Ciencias de la BUAP se diseñó la unidad lógica aritmética, se usó tecnología CMOS de 10 micras con dos niveles de metal y una compuerta de polisilicio, fabricada en el Centro Nacional de Microelectrónica de Barcelona. Para el diseño del circuito integrado, el M. C. Alejandro Pedrosa, Alberto Mendoza, Javier Méndez, José Ignacio Becerra y Arnulfo Lara, utilizaron un editor de mascarilla - el TEDMOS V -, desarrollado en Brasil, en el Núcleo de Computación Electrónica de la Universidad de Río de Janeiro.